# Saint-Bonnet-de-Bellac
Saint-Bonnet-de-Bellac è un comune francese di 547 abitanti situato nel dipartimento dell'Alta Vienne nella regione della Nuova Aquitania.

## Società

### Evoluzione demografica
Abitanti censiti